# Atarba (Atarbodes) limbata
Atarba (Atarbodes) limbata is een tweevleugelige uit de familie steltmuggen (Limoniidae). De soort komt voor in het Oriëntaals gebied.